# Wiersze (Czesław Miłosz)
Wiersze – konspiracyjny tom poetycki Czesława Miłosza wydany w 1940 w Warszawie pod pseudonimem „Jan Syruć”.
Wiersze Jana Syrucia były pierwszą publikacją poetycką wydaną konspiracyjnie w Warszawie. Zbiorek powstał we wrześniu 1940 roku w mieszkaniu na Dynasach, przepisali go, powielili i oprawili w nakładzie 46 egzemplarzy Janina Cękalska i Jerzy Andrzejewski.
Zbiór miał postać zszytego i oprawionego maszynopisu i składał się z 28 kart. Jako wydawca widniała fikcyjna firma „Brzask”, a tomik ukazał się rzekomo we Lwowie w 1939 roku. Na czarnej kartonowej okładce widniało nazwisko pradziadka pisarza ze strony matki „Jan Syruć” oraz adnotacja „Biblioteka rękopisów wydawnictwa Brzask”.

Jerzy Andrzejewski wspominał:

Antoni Bohdziewicz przyszedł nam z pomocą. Rozporządzał powielaczem oraz papierem. (…) Miłosz przy pomocy zwyczajnego szydła dziurkował arkusze, ja ciąłem czarny papier, a Janina zszywała ozdobnym kordonkiem (…) egzemplarze. (…) Na stole, na tapczanie, na biurku i na podłodze, wszędzie bielały zdradzieckie stronice. Miłosz okropnie się męczył z ordynarnym szydłem, Janina kłuła sobie palce, a ja nie wszystkim arkuszom nadawałem przy pomocy żyletki odpowiedni wymiar. (…) Tworzyliśmy rzecz małą i skromną, za to własnymi rękoma i na przekór koszmarom rzeczywistości.

Tomik zawierał wiersze powstałe w latach 1935–1939, wśród których znalazły się m.in. Ballada mazowiecka, Siena, Piosenka na jedną nutę, Modlitwa wigilijna. Całość otwierał obszerny, złożony z dziesięciu części Wrześniowy poemat, później przedrukowywany w skóconej formie pod tytułem W malignie 1939.
Pierwsza integralna reedycja zbioru, wraz z cyklami Miłosza z 1943 roku Świat i Głosy biednych ludzi, ukazała się w postaci reprintu w 2011 w Bibliotece Więzi. Czteroczęściowa publikacja opatrzona została szczegółowymi komentarzami oraz wspomnieniem Jerzego Andrzejewskiego o wspólnych z Miłoszem konspiracyjnych działaniach edytorskich.